# Corydalis caseana
Corydalis caseana är en vallmoväxtart som beskrevs av Samuel Frederick Gray. Corydalis caseana ingår i släktet nunneörter, och familjen vallmoväxter.

## Underarter
Arten delas in i följande underarter:
- C. c. aquae-gelidae
- C. c. brachycarpa
- C. c. brandegeei
- C. c. caseana
- C. c. cusickii
- C. c. hastata